# Drehringlafette

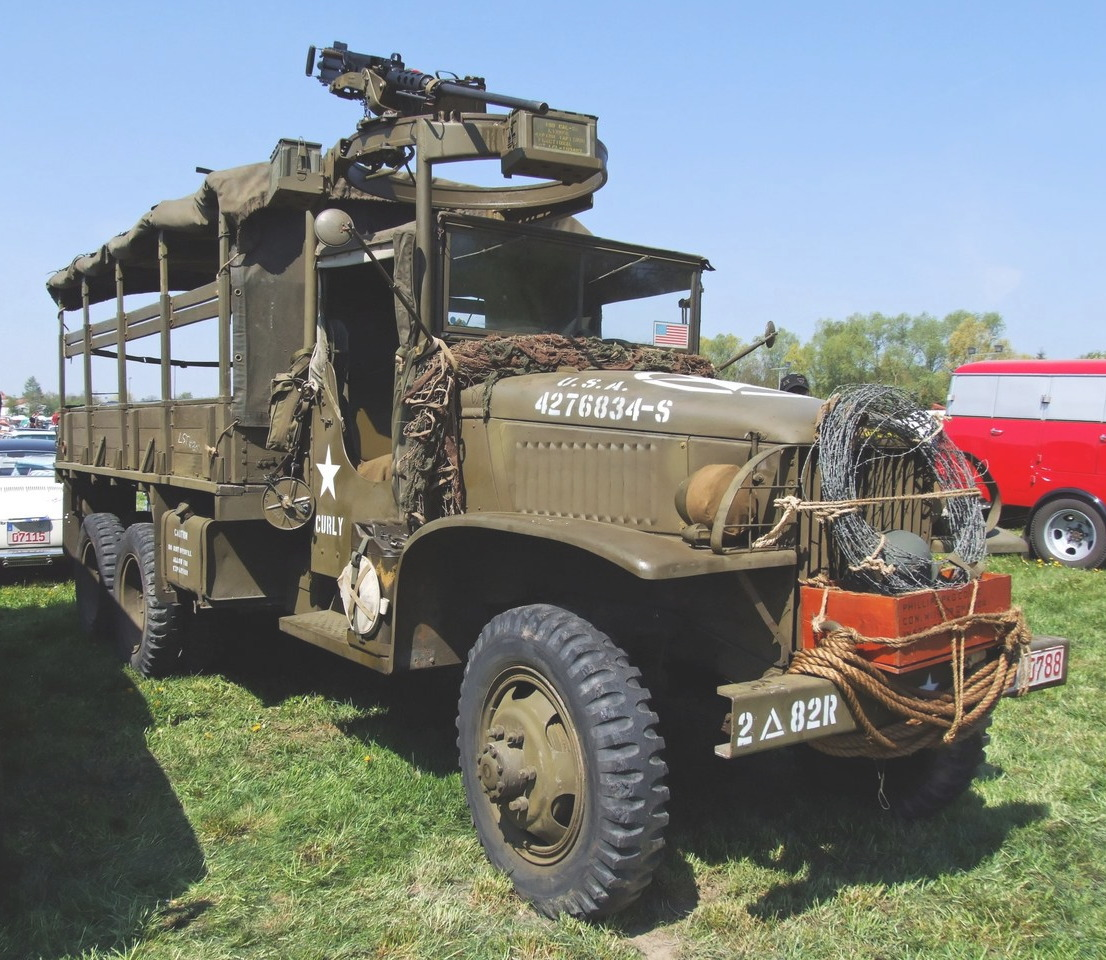
Auf einer Drehringlafette montiertes Maschinengewehr (oben Mitte) auf einem historischen US-Militärlastwagen von General Motors

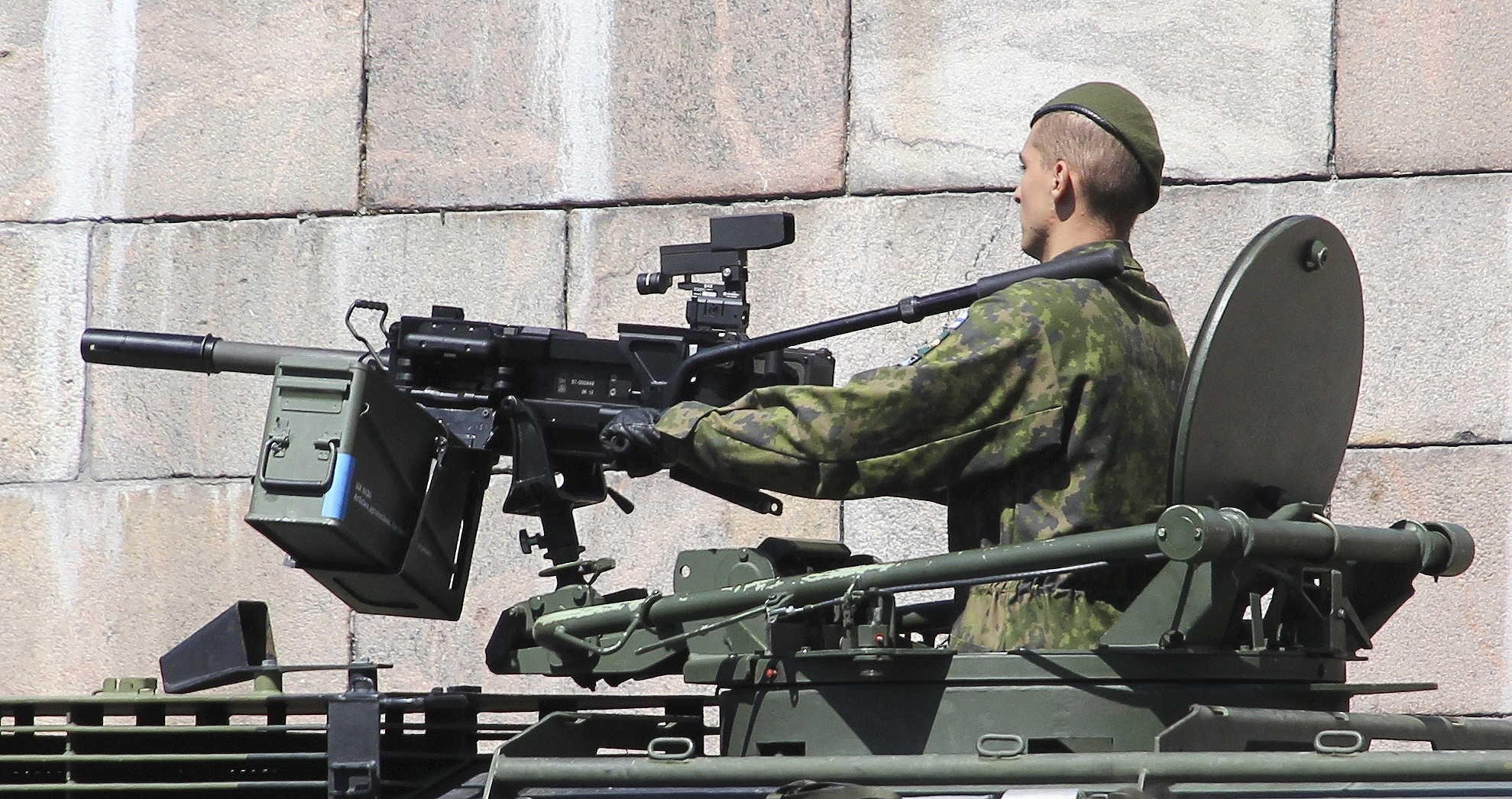
Finnischer Soldat mit Heckler & Koch Granatwerfer HK GMW auf moderner Drehringlafette (2012)

Die Drehringlafette ist eine runde, drehbare Lafette für schwere Maschinengewehre und automatische Granatwerfer zur Montage an und auf Fahrzeugen. Ihr Hauptbestandteil ist ein Rollendrehwerk – ein horizontal ausgerichteter, mehr als schulterbreiter Ring aus Stahl, der auf einer ebenfalls ringförmigen Schiene läuft. Drehringlafetten (englisch: ring mount oder gun ring) kommen auf Militär-Lkw, verschiedenen Formen von Panzern sowie in älteren mehrsitzigen Kampfflugzeugen zum Einsatz.

## Funktionsweise
Die Waffe wird mittels einer Halterung auf einem Ring oder Teilkreisring montiert. Dieser um seine senkrechte Achse drehbare Ring läuft auf Führungsrollen auf einer ebenfalls kreisförmigen Laufschiene, die fest mit dem Fahrzeug verbunden ist. Die Lafette erlaubt in der Regel ein Schwenken (Drehen) der daran montierten Waffe um 360°. Der Oberkörper des Schützen ragt bei der Benutzung der Waffe mit Kopf und Schultern oder bis zur Taille oder Hüfte durch die beiden Ringe der Lafette. Die Halterung für die Waffe selbst hat ein Gelenk, so dass der Schütze mit dieser einen möglichst großen Schwenkbereich zur Verfügung hat.

## Einsatz bei Landfahrzeugen
Bei Militärlastwagen wird die Drehringlafette auf dem Führerhaus an der zumeist runden Dachluke über dem Beifahrersitz angebracht. Zur Bedienung steht der Beifahrer/Schütze auf seinem umgeklappten Sitz, den Oberkörper aus der Dachluke hinter der Waffe. Bei Panzern wird die Lafette ebenfalls über einer Luke auf dem Turm oder auf der Oberseite des Fahrzeugs montiert.

## Drehringlafetten in historischen Kampfflugzeugen

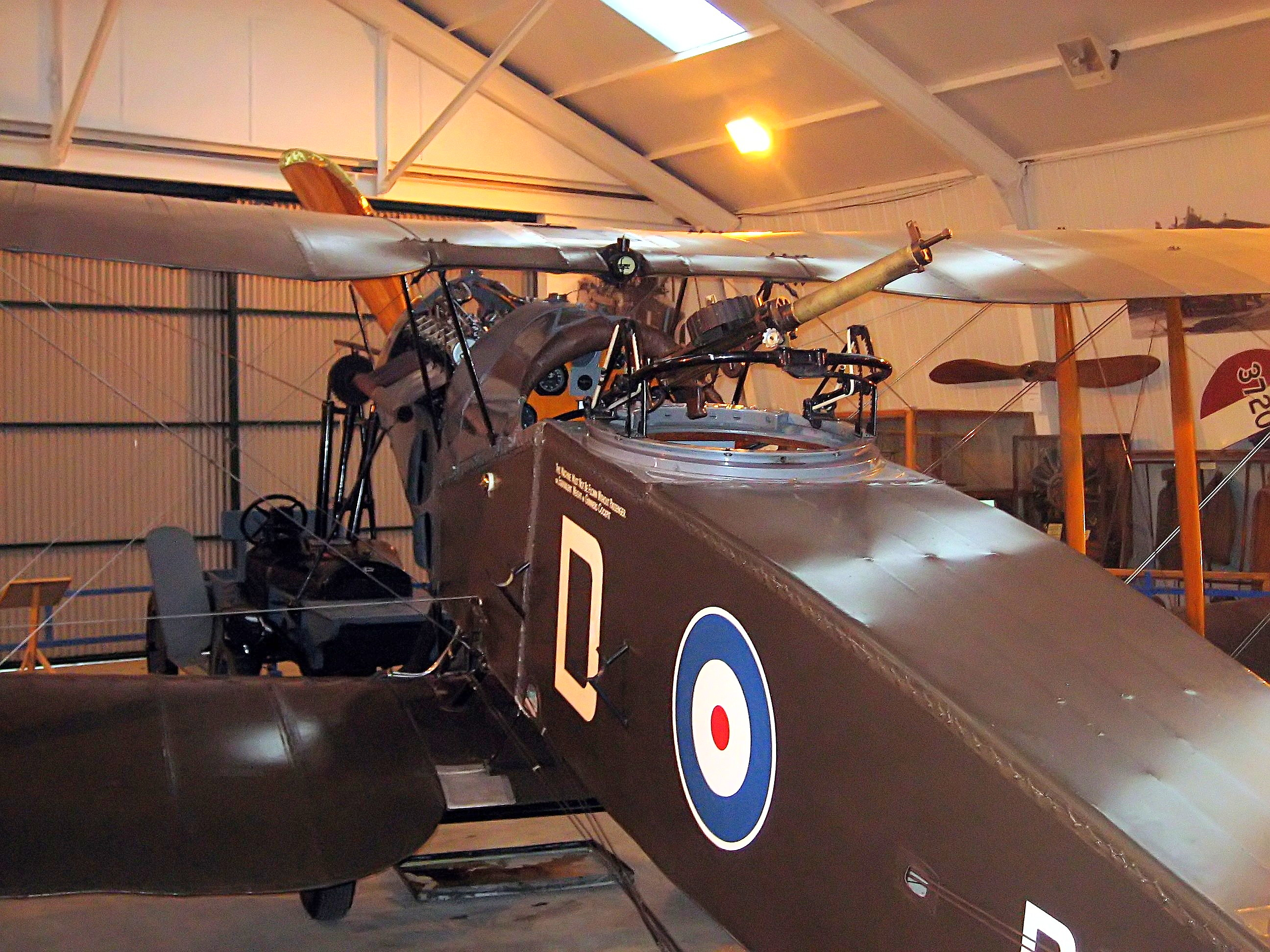
Drehringlafette vom Typ Scarff ring, montiert über dem Sitz des Bordschützen eines britischen Bristol-F.2-Doppeldeckers (Erster Weltkrieg)

Bei einigen offenen, zwei- und mehrsitzigen Kampfflugzeug-Modellen aus der Zeit des Ersten Weltkriegs war der Platz der Bordschützen oder Beobachter ebenfalls mit einer Drehringlafette ausgestattet, so zum Beispiel beim britischen Doppeldecker-Modell Sopwith 1½ Strutter, das unter anderem bei der Royal Air Force zum Einsatz kam.
In einigen Mittel- und Langstreckenbombern aus dem Zweiten Weltkrieg wurden zumindest in den von oben in den Flugzeugrumpf eingesetzten Geschütztürmen (englisch: top turret oder dorsal turret) ebenfalls Drehringlafetten eingesetzt. In der Regel wurden diese Maschinengewehr-Geschützstände mittels eines Elektromotors gedreht und waren mit einer Kanzel aus Plexiglas versehen. Beispiele dafür sind die oberen Geschützstände der Langstreckenbomber-Modelle Boeing B-17 und Consolidated B-24 der US Air Force sowie der des britischen Langstreckenbombers vom Typ Avro Lancaster.